# لومکی
لومَکی (فنلاندی: Luumäki؛ ‏تلفظ فنلاندی: [ˈlu:ˌmæki]}} یک منطقهٔ مسکونی در فنلاند است که در استان فنلاند جنوبی واقع در منطقهٔ کارلیای جنوبی واقع شده‌است.
لومَکی ۸۵۹٫۸۳ کیلومتر مربع وسعت و مطابق سرشماری ۳۱ دسامبر ۲۰۲۰ میلادی، ۴٬۵۴۳ نفر جمعیت دارد. ۱۰۹٫۷۷ کیلومتر مربع از مساحت این شهر را آب تشکیل می‌دهد. تراکم جمعیت در لومکی ۶٫۰۶ نفر به ازای هر کیلومتر مربع است.